# Neil Jones
Neil Jones  (Münster, Renania del Norte-Westfalia, 4 de mayo de 1982) es un bailarín de salón y coreógrafo británico, más conocido por ser uno de las bailarines profesionales en el programa de baile Strictly Come Dancing de BBC One.

## Primeros años
Jones nació en el campamento del Ejército Británico en Münster, Alemania occidental. Comenzó a bailar a la edad de tres años, bailando ballet, tap, moderno y bailes de salón.

## Carrera

### Principios de carrera
A lo largo de su carrera competitiva ha representado a Finlandia, los Países Bajos y el Reino Unido. Posee 45 títulos de campeón de baile, entre ellos ocho veces campeón nacional británico, ocho veces campeón nacional holandés, campeón europeo y cuatro veces campeón mundial latino, incluido campeón mundial latino de showdance.
Con su pareja de baile Katya Jones se presentó en Blackpool en 2008. La pareja se convirtió en cuatro veces campeona nacional británica invicta y en tres veces ganadora del Campeonato Mundial Latino Amateur.

### Strictly Come Dancing
En 2016, Jones se unió al elenco de Strictly Come Dancing como bailarín de refuerzo desde la decimocuarta temporada hasta la decimosexta temporada, no siendo emparejado a una celebridad pero participando en los bailes grupales. En 2019 fue finalmente promovido a bailarín profesional para la decimoséptima temporada, teniendo como pareja a la futbolista Alex Scott; ellos fueron eliminados en la undécima semana y finalizaron en el quinto puesto. En la decimoctava temporada fue nuevamente bailarín de refuerzo y no formó pareja con una celebridad, para luego volver al año siguiente y tener de pareja a la actriz Nina Wadia en la decimonovena temporada, siendo la primera pareja en ser eliminada y quedando en el decimoquinto puesto. Volvió a ser bailarín de refuerzo durante las siguientes dos temporadas, retornando para la vigesimosegunda temporada como uno de los bailarines principales y formando pareja con la cantante Toyah Willcox, con quien fue eliminado en la tercera semana y ubicándose en el decimocuarto puesto.
Jones también formó parte de varios especiales del programa. Entre sus participaciones estuvieron los especiales de Navidad de 2017 con la tenista Judy Murray, de 2018 con la presentadora Anita Rani, de 2021 con la comediante Mel Giedroyc, de 2022 con la presentadora Rosie Ramsey y de 2023 con la actriz Tillie Amartey. También participó en los especiales de Children in Need de 2016 junto al hockista Hollie Webb y de 2017 con la presentadora Konnie Huq.
| Temporada | Pareja        | Puesto | Promedio |
| --------- | ------------- | ------ | -------- |
| 17        | Alex Scott    | 5.º    | 27.73    |
| 19        | Nina Wadia    | 15.º   | 21.00    |
| 22        | Toyah Willcox | 14.º   | 15.00    |

- Temporada 17 con Alex Scott

| Semana | Baile / Canción                                    | Puntajes de los jueces | Puntajes de los jueces | Puntajes de los jueces | Puntajes de los jueces | Resultado       |
| Semana | Baile / Canción                                    | C. R.                  | M. M.                  | S. B.                  | B. T.                  | Resultado       |
| --- | -------------------------------------------------- | ---------------------- | ---------------------- | ---------------------- | ---------------------- | --------------- |
| 1 | Quickstep / «I Get a Kick Out of You»              | 5                      | 5                      | 5                      | 6                      | Sin eliminación |
| 2 | Chachachá / «What I Did for Love»                  | 4                      | 6                      | 6                      | 6                      | Salvados        |
| 3 | Rumba / «How Far I'll Go»                          | 5                      | 6                      | 6                      | 6                      | Salvados        |
| 4 | Tango / «Go Your Own Way»                          | 4                      | 6                      | 6                      | 7                      | Salvados        |
| 5 | Charlestón / «Pump Up the Jam»                     | 8                      | 8                      | 8                      | 91                     | Salvados        |
| 6 | Urbano2 / «Ghostbusters»                           | 7                      | 9                      | 9                      | 9                      | Salvados        |
| 7 | American smooth2 / «Ain't No Mountain High Enough» | 7                      | 8                      | 8                      | 8                      | Salvados        |
| 8 | Jive / «Let's Twist Again»                         | 7                      | 8                      | 8                      | 8                      | Salvados        |
| 9 | Pasodoble / «Run the World (Girls)»                | 8                      | 8                      | 9                      | 9                      | Salvados        |
| 10 | Tango argentino / «Never Tear Us Apart»            | 4                      | 7                      | 7                      | 8                      | Salvados        |
| 11 | Samba / «Joyful, Joyful»                           | 6                      | 7                      | 7                      | 7                      | Eliminados      |
| 1Puntaje dado por el juez invitado Alfonso Ribeiro en lugar de Tonioli. 2Debido a una lesión, el bailarín Kevin Clifton reemplazó a Jones. |                                                    |                        |                        |                        |                        |                 |

- Temporada 19 con Nina Wadia

| Semana | Baile / Canción               | Puntajes de los jueces | Puntajes de los jueces | Puntajes de los jueces | Puntajes de los jueces | Resultado       |
| Semana | Baile / Canción               | C. R.                  | M. M.                  | S. B.                  | A. D.                  | Resultado       |
| ------ | ----------------------------- | ---------------------- | ---------------------- | ---------------------- | ---------------------- | --------------- |
| 1      | Samba / «Mi Gente»            | 5                      | 5                      | 7                      | 7                      | Sin eliminación |
| 2      | Tango / «Would I Lie to You?» | 3                      | 5                      | 5                      | 5                      | Eliminados      |

- Temporada 22 con Toyah Willcox

| Semana | Baile / Canción                  | Puntajes de los jueces | Puntajes de los jueces | Puntajes de los jueces | Puntajes de los jueces | Resultado       |
| Semana | Baile / Canción                  | C. R.                  | M. M.                  | S. B.                  | A. D.                  | Resultado       |
| ------ | -------------------------------- | ---------------------- | ---------------------- | ---------------------- | ---------------------- | --------------- |
| 1      | Tango / «Ray of Light»           | 2                      | 4                      | 2                      | 4                      | Sin eliminación |
| 2      | Jive / «Nutbush City Limits»     | 3                      | 5                      | 5                      | 5                      | Dos últimos     |
| 3      | Samba / «Poor Unfortunate Souls» | 3                      | 4                      | 4                      | 4                      | Eliminados      |

### Otros proyectos
Jones dirigió, coreografió y protagonizó el espectáculo de danza Somnium: A Dancer's Dream junto a Katya Jones. El espectáculo se realizó del 20 al 22 de junio de 2019 en el Teatro de Sadler's Wells.
En 2021, anunció que aparecería junto a Katya Jones en la gira de baile Dancing With The Stars Weekends en 2022.

## Vida personal
Jones se casó con la bailarina profesional Katya Jones en agosto de 2013. Durante la decimosexta temporada en 2018, los medios hicieron público la infidelidad entre Katya con su pareja de baile Seann Walsh, lo que llevó a ambos a disculparan públicamente por su conducta después de que se publicaran un vídeo y fotos de ambos besándose. Tras seis años de matrimonio, el 18 de agosto de 2019, Neil y Katya anunciaron su separación. Se culpó en parte al incidente con Walsh de la ruptura, pero la pareja insistió en que seguirían siendo amigos y que ambos continuarían apareciendo en el programa. Él confirmó en agosto de 2020 que estaba en una nueva relación, más tarde se reveló que su pareja era la bailarina colombiana Luisa Eusse. En diciembre de 2020 Jones y Eusse se separaron.
A finales de agosto de 2022, Jones y Chyna Mills, concursante de Love Island, aparecieron juntos en una alfombra roja, lo que llevó a especular sobre una relación, que se confirmó en septiembre. En abril de 2023, la pareja anunció que estaban comprometidos y esperando su primer hijo. La primera hija de la pareja, Havana, nació en octubre de 2023.